# Domenico Lucano
Pour les articles homonymes, voir Lucano.
Domenico Lucano (dit Mimmo Lucano), né le 31 mai 1958 à Melito di Porto Salvo, est un enseignant et homme politique italien, sympathisant communiste et maire de Riace, en Calabre. Il se fait connaître pour ses positions favorables à l’accueil des migrants dans sa commune.
En septembre 2021, du fait du dispositif d’accueil des réfugiés mis en place dans sa commune lorsqu'il était maire, de 2004 à 2018, il est condamné à treize ans de prison pour association de malfaiteurs visant à aider à l’immigration clandestine, d’escroquerie, de détournement de fonds et d’abus de fonction. En octobre 2023, la condamnation est réduite et la peine suspendue.
En 2024, il a été réélu maire de Riace et député européen pour l'Alliance des Verts et de la gauche.

## Biographie
Domenico Lucano est né à Melito di Porto Salvo, mais déménage rapidement à Riace. Il obtient un diplôme technique d'opérateur chimique, qui lui permet de devenir enseignant pour des activités de laboratoire chimique (d’abord à Rome, puis dans la province de Turin, et enfin à nouveau en Calabre).
Sympathisant communiste, il commence à militer pour les droits humains dès les années 1990. Il devient maire de Riace en 2004 et est réélu en 2009, puis en 2024.
Il acquiert une notoriété en proposant une politique ambitieuse d’accueil inconditionnelle des migrants dans le village, cette politique ayant déjà commencé en 1988 avec l’accueil d'une centaine de Kurdes. À cet effet, il emprunte auprès d'une banque éthique pour la rénovation de logements vacants une centaine de maisons, permettant l'installation des migrants.
Déserté dès la fin du XIXe siècle par ses habitants partant au nord de l'Italie ou à l'étranger pour trouver du travail, le village de Riace accueille 600 migrants en 2018 pour une population d'environ 2 000 habitants. Selon Mediapart, cela a pour effet de revivifier le village, aussi bien économiquement que démographiquement. Les activités du maire de Riace sont au cœur du film documentaire Un paese di Calabria (Un village de Calabre) de Shu Aiello et Catherine Catella sorti en 2016. Le maire accueille les migrants, les maisons sont restaurées, l'école rouvre, les petits commerces réapparaissent et les habitants, originaires d'ici ou d'ailleurs, vivent désormais en paix.
Dès 2016, le maire et son village font cependant face à des difficultés économiques : les aides économiques du Centre d’accueil extraordinaire (CAS) sont coupées et en 2018, avec l'arrivée au ministère de l'Intérieur de Matteo Salvini , les aides du Système de protection pour demandeurs d’asile et réfugiés (it)  (SPRAR) sont menacées. Afin de protester contre ces coupes financières, le maire entame notamment des épisodes de grèves de la faim. Le 1er octobre 2018, il est arrêté et accusé d’aide à l’immigration clandestine, d’irrégularités dans l'attribution de financements pour le ramassage des ordures à Riace et d'organisation de mariages blancs entre les habitants du village et des migrants.
Le 5 septembre 2019, après 11 mois d'interdiction de séjour dans sa commune de Riace, l'ancien maire obtient la révocation de cette décision de justice contre l'avis du procureur et retourne vivre dans son village.
En septembre 2021, il est condamné à 13 ans de prison pour avoir organisé des mariages blancs pour des femmes déboutées du droit d’asile, et pour avoir attribué des marchés, sans appel d’offres, à des coopératives liées aux migrants. Il doit également restituer 500 000 euros de financements européens. Ses avocats annoncent qu’ils feront appel du jugement,. Le quotidien de centre gauche La Repubblica prend la défense de l'ancien maire, « Lucano est un rêveur, qui a probablement signé des papiers qu’il ne devait pas signer. Son histoire est aussi celle d’un projet qui était en train de fonctionner, une utopie utile. La Calabre perd 15 000 habitants tous les ans, mais Lucano avait fait de Riace un endroit vivant, où le travail se développait. ». Le quotidien de droite Il Giornale estime que « la condamnation de Lucano devrait mettre un terme à la propagande progressiste en faveur du " modèle Riace " »,.
Lucano explique : « J’assume d’être sorti de la légalité, mais la légalité et la justice sont deux choses différentes. La légalité est l’instrument du pouvoir et le pouvoir peut être injuste. »
Un appel a été lancé à Paris le 17 novembre 2021 par un collectif de militants à la Bourse du Travail en présence de Mimmo Lucano et de nombreux intervenants français et italiens autour du thème « La solidarité n'est pas un délit ».
Cette condamnation provoque l'indignation d'une partie de la classe politique et intellectuelle française, qui soutient Domenico Lucano.
Son procès en appel débute le 26 octobre 2022.
Le 11 octobre 2023, la condamnation est réduite en appel à 1 an et 6 mois avec suspension de peine. Seul le délit de faux en écriture publique est retenu. Domenico Lucano et ses coaccusés sont acquittés d'une partie des charges, les autres étant prescrites,,,,,.
En 2024, il se présente aux élections européennes sur la liste de Allianza Verdi e Sinistra et est élu député européen le 9 juin,.

## Distinctions
En 2016, Domenico Lucano a été listé par le magazine Fortune comme l'une des personnalités les plus importantes de la planète (World's Greatest Leaders). Il a reçu le prix Dresde pour la paix en 2017.
En 2022, il a reçu la médaille d’honneur de la Ville de Marseille des mains de son maire, Benoît Payan[source insuffisante].

## Publications
En 2020, Mimmo Lucano publie, chez Feltrinelli, son auto-biographie intitulée Il fuorilegge, traduit en français en 2021 sous le titre Grâce à eux : Comment les migrants ont sauvé mon village aux éditions Buchet-Chastel.

## Postérité
Il est une figure majeure des films documentaires réalisés par Catherine Catella et Shu Aiello : Un paese di Calabria (2016) et Un paese di resistenza (2023).